# Contre toute attente
Pour plus de détails, voir Fiche technique et Distribution.
Contre toute attente (Against All Odds) est un thriller romantique réalisé par Taylor Hackford, sorti en 1984. Il s’agit du remake de La Griffe du passé (Out Of The Past, 1947), racontant l'histoire d'un joueur de football américain congédié et embauché par un ami pour retrouver sa compagne disparue qui n'est autre que la fille de la propriétaire de l'équipe de football dans laquelle il jouait. En retrouvant cette fille, il en tombe amoureux…
La chanson du film Against All Odds (Take a Look at Me Now) interprétée par Phil Collins connaît un important succès international.

## Synopsis
Terry Brogan vient d'être congédié de l'équipe de football dirigée par la richissime Mrs Wyler. Jake Wise, une vieille connaissance, le charge de retrouver la trace de Jessie, la fille de Mrs Wyler, disparue après une dispute orageuse. Il retrouve la jeune héritière au Mexique et c'est le début d'un grand amour. L'entraîneur de l'équipe, sur ordre de Wise, part à leur recherche et les surprend dans leur cachette.

## Fiche technique
Sauf indication contraire, les informations mentionnées dans cette section peuvent être confirmées par la base de données cinématographiques IMDb,  présente dans la section « Liens externes ».
- Titre original : Against All Odds
- Titre français : Contre toute attente
- Réalisation : Taylor Hackford
- Scénario : Eric Hughes, d’après le scénario de La Griffe du passé (1947)
- Musique : Michel Colombier et Larry Carlton
- Direction artistique : Richard James Lawrence
- Costumes : Michael Kaplan
- Photographie : Donald Thorin
- Montage : Fredric Steinkamp et William Steinkamp
- Production : Taylor Hackford , William S. Gilmore et Jerry Bick
- Société de production : Columbia Tristar
- Pays de production :  États-Unis
- Langue originale : anglais
- Format : couleur
- Genre : thriller romantique
- Durée : 118 minutes
- Dates de sortie :
  - États-Unis : 2 mars 1984
  - France : 30 mai 1984

## Distribution
- Jeff Bridges (VF : Jacques Frantz) : Terry Brogan
- Rachel Ward (VF : Évelyn Séléna) : Jessie Wyler
- James Woods (VF : François Leccia) : Jake Wise
- Richard Widmark (VF : Roger Rudel) : Ben Caxton
- Saul Rubinek (VF : Serge Sauvion) : Steve Kirsch
- Alex Karras (VF : Jacques Deschamps) : Hank Sully
- Swoosie Kurtz (VF : Béatrice Delfe) : Edie
- Dorian Harewood (VF : Georges Berthomieu) : Tommy
- Pat Corley (VF : Roger Lumont) : Ed Phillips
- Sam Scarber (VF : Georges Atlas) : l'entraineur adjoint
- Bill McKinney : l'entraineur principal
- Jane Greer* (VF : Julia Dancourt) : Mme Wyler
- Paul Valentine* : le conseiller Weinberg
- Kid Creole : lui-même

* Également au casting de La Griffe du passé (1947), dont ce film est un remake.

## Production

### Tournage
Le tournage a lieu, entre le 25 avril et le 3 août 1983, à Hollywood de Los Angeles, en Californie, d'où le théâtre Avalon est transformé en palace de Jack Wise, puis au Mexique pour l'île de Cozumel, puis le site archéologique de Tulum (Quintana Roo) et Chichén Itzá (Yucatán), où se trouvent le cénote sacré et la pyramide de Kukulcán.

### Musique
La bande originale du film comprend une musique originale composée par Larry Carlton et Michel Colombier, ainsi que plusieurs chansons composées et interprétées par différents artistes, en particulier des membres du groupe Genesis (Phil Collins, Peter Gabriel et Mike Rutherford). Un album 33 tours de 12 titres paraît en 1984 (Atlantic réf. 780 152-1).
La chanson Against All Odds (Take a Look at Me Now) interprétée par Phil Collins connaît un important succès international, se classant notamment en tête du Billboard Hot 100 aux États-Unis. Elle permet à Phil Collins de remporter, en 1985, le Grammy Award du meilleur chanteur pop et d'être nommé pour le Grammy Award de la chanson de l'année, tandis que l'album de la bande originale obtient également une nomination dans sa catégorie.
Un maxi 45 tours de Peter Gabriel consacré à la bande originale du film comprend en outre une nouvelle version de sa chanson I Have the Touch, ré-enregistrée pour le film (Virgin réf. 80120).
Liste des titres de l'album
1. Against All Odds (Take a Look at Me Now), interprété par Phil Collins - 3:23
(Phil Collins)
2. Violet and Blue, interprété par Stevie Nicks - 5:03
(Stevie Nicks)
3. Walk Through the Fire, interprété par Peter Gabriel - 3:59
(Peter Gabriel)
4. Balcony, interprété par Big Country - 3:56
(Stuart Adamson)
5. Making a Big Mistake, interprété par Mike Rutherford - 3:45
(Mike Rutherford)
6. My Male Curiosity, interprété par Kid Creole and the Coconuts - 4:39
(August Darnell)
7. The Search (Main Title Theme), interprété par Larry Carlton & Michel Colombier - 3:33
(Michel Colombier)
8. El Solitario, interprété par Larry Carlton & Michel Colombier - 2:35
(Michel Colombier)
9. Rock and Roll Jaguar, interprété par Larry Carlton & Michel Colombier - 2:17
(Michel Colombier)
10. For Love Alone, interprété par Larry Carlton - 3:00
(Larry Carlton)
11. The Race, interprété par Larry Carlton - 2:36
(Larry Carlton)
12. Murder of a Friend, interprété par Larry Carlton & Michel Colombier - 6:11
(Michel Colombier)